# Света Богородица (Кожинци)
„Света Богородица“ е български православен параклис, разположен край село Кожинци на около 2 километра южно от село Мрамор, близо до пътя Трън - Земен. Съборът на параклиса е на 15 август. В параклиса има кладенче с целебна минерална вода, през средата на поляната преминава река, до параклиса има чешма с питейна вода, огнище, множество заслони за пикник, тоалетна и просторна поляна, подходяща за палатков лагер.
Параклисът е възстановен през 2001 г. от жители на с. Мрамор.